# Cartilla de racionament
La cartilla de racionament és un document que permet accedir a productes escassos, usualment menjar o bens de primera necessitat, en un context de racionament o distribució oficial. Mitjançant aquesta cartilla, les persones o unitats familiars d'un territori tenen accés a aquests productes, els quals són marcats o segellats per evitar la seva acumulació i poder repartir-los entre la població. No tothom té els mateixos drets, usualment aquests venen legislats pel mateix organisme que emet les cartilles, com per exemple el govern. Les cartilles es van generalitzar a Europa després de conflictes bèl·lics durant el segle xx, com ara la Guerra Civil espanyola o la segona guerra mundial. Després de la fi dels enfrontaments armats, els països afectats triguen a recuperar la normalitat de la seva producció i, per tant, la distribució de productes és deficient. Igualment, quan un bàndol en guerra no pot abastir-se, pot implementar la cartilla com a mesura excepcional. En determinats entorns sense prosperitat econòmica les cartilles de racionament s'han usat encara que no hi hagi hagut una guerra o desastre natural, com passa en determinades regions índies.